# Oberea discoidalis
Oberea discoidalis là một loài bọ cánh cứng trong họ Cerambycidae.